# Fustiariidae
Fustiariidae is een familie van weekdieren uit de klasse van de Scaphopoda (tandschelpen).

## Geslacht
- Fustiaria Stoliczka, 1868